# André Meyer (Fußballtrainer)
André Meyer (* 5. Januar 1984 in Halle (Saale)) ist ein deutscher Fußballtrainer.

## Trainerlaufbahn
Meyer begann seine Trainerlaufbahn im Jahr 2000 in der Jugendabteilung seines Heimatvereins FC Strausberg. Er absolvierte ein Sportstudium an der Deutschen Sporthochschule Köln und schloss das als Diplom-Sportwissenschaftler und -ökonom ab. Parallel zum Studium erhielt Meyer erstmals die Chance im Nachwuchsleistungszentrum eines Profivereins zu arbeiten und war 2006 bis 2008 für zwei Jahre Jugendtrainer beim 1. FC Köln.
Im Sommer 2008 ging Meyer zu Hertha BSC. Dort fungierte er in der Saison 2008/09 als Co-Trainer der U16 und in der darauffolgenden Spielzeit als Assistent von Thomas Krücken sowie Andreas Thom beim U17-Team in der B-Junioren-Bundesliga.
Nach zwei Jahren in Berlin wechselte Meyer im Juli 2010 in den Süden Deutschlands in den Nachwuchsbereich des FC Augsburg. Dort fungierte Meyer vier Jahre lang als Sportlicher Leiter im Nachwuchsbereich und arbeitete zusätzlich in den ersten drei Spielzeiten zusätzlich auch als Jugendtrainer beim FCA.
Im Frühjahr 2014 schloss Meyer den 60. Fußball-Lehrer-Lehrgang an der Hennes-Weisweiler-Akademie erfolgreich ab und verfügt seither über die UEFA Pro-Lizenz.
Zur Saison 2014/15 ging Meyer zurück in die deutsche Hauptstadt, dieses Mal aber zu Union Berlin. Dort war er zunächst zwei Jahre Cheftrainer der U19-Mannschaft und anschließend zwei Jahre Sportlicher Leiter im Jugendbereich U14-U17. In dieser Zeit übernahm Meyer das U17-Team in der B-Junioren-Bundesliga von August bis Dezember 2016 als Interimstrainer.
In der Saison 2018/19 arbeitete Meyer erstmals im Aktivenbereich als Cheftrainer von Union Fürstenwalde in der Regionalliga Nordost und beendete die Spielzeit mit seinem Team auf Platz 13.
Zur Saison 2019/20 ging Meyer als Co-Trainer seines Bruders Daniel Meyer zum Zweitligisten FC Erzgebirge Aue. Am 2. Spieltag der Saison 2019/20 agierte Meyer aufgrund eines Todesfalls in der Familie seines Bruders als Interimstrainer. Nachdem Daniel Meyer am 3. Spieltag wieder auf die Bank zurückgekehrt war, wurden er und sein Bruder am 19. August 2019 „vorerst“ beurlaubt.
Im Juli 2020 wurde André Meyer neuer Cheftrainer beim Berliner AK 07 in der Regionalliga Nordost. Die Saison 2020/21 wurde aufgrund der Covid-19-Pandemie im Oktober 2020 nach 13 Spieltagen abgebrochen. Zu diesem Zeitpunkt stand Meyer mit seinem Team auf Tabellenplatz fünf. Außerdem wurde das Finale im Landespokal Berlin erreicht, aber mit 1:2 gegen den Ligakonkurrenten BFC Dynamo verloren. In der Saison 2021/22 lag Meyer mit seinem Team zur Winterpause bei einem Spiel weniger und fünf Punkten Rückstand auf den Spitzenreiter BFC Dynamo auf Tabellenplatz drei, als er Ende Dezember 2021 seinen Vertrag beim BAK auflöste.
Im Dezember 2021 übernahm Meyer den Drittligisten Hallescher FC als Nachfolger von Florian Schnorrenberg. Er unterschrieb einen Vertrag bis zum 30. Juni 2023. Der HFC stand zu diesem Zeitpunkt nach dem 20. Spieltag der Saison 2021/22 mit 22 Punkten auf dem 14. Platz. Der Vorsprung auf einen Abstiegsplatz betrug drei Punkte, hätte sich durch ein Nachholspiel des MSV Duisburg jedoch noch auf zwei Punkte verkleinern können. Die Saison wurde auf dem 14. Platz mit dem Klassenerhalt beendet. Der Vorsprung auf einen Abstiegsplatz betrug am Ende 6 Punkte. Ende Januar 2023 wurde Meyer freigestellt, als die Mannschaft nach dem 20. Spieltag der Saison 2022/23 mit 17 Punkten auf dem vorletzten Platz stand und 2 Punkte Rückstand auf einen Nicht-Abstiegsplatz hatte.
Im Mai 2024 gab des SV Babelsberg 03 bekannt, dass Mayer einen Zweijahresvertrag bei den Potsdamern unterschrieben hat. Er führte den Regionalligisten als Chef-Trainer und Sportlicher Leiter in der Saison 2024/25. Ende Februar 2025 wurde Meyer gekündigt..

## Persönliches
Nach seinem Abitur 2004 studierte Meyer Sportwissenschaften an der Deutschen Sporthochschule in Köln.
Im Mai 2020 startete Meyer eine eigene Fußballakademie in Strausberg, um Fußballtalente aus der Region zu fördern. Seinem Heimatverein FC Strausberg stand er teilweise beratend zur Seite und half bei der Kaderplanung.
André Meyers gut drei Jahre älterer Bruder Daniel ist ebenfalls Fußballtrainer. Sein 15 Jahre jüngerer Bruder Ben ist aktiver Fußballer, spielte beim FSV Union Fürstenwalde und Berliner AK unter André.